# Netzwerk Mediatheken
 Netzwerk Mediatheken  ist ein Zusammenschluss von überregional bedeutenden Archiven, Bibliotheken, Dokumentationsstellen, Mediatheken, Forschungseinrichtungen und Museen in Deutschland.
Ziel ist es, die audiovisuellen Medien der beteiligten Institutionen als Kulturgut
- zu sichern,
- zu bewahren,
- zu erschließen und
- für Bildung, Wissenschaft, Forschung, Lehre und Kunst zugänglich zu machen.

Das Netzwerk gründete sich im November 2000 auf Initiative der Stiftung Deutsches Rundfunkarchiv und der Stiftung Haus der Geschichte der Bundesrepublik Deutschland. 13 Institutionen zählten zu den Gründungsmitgliedern. Im September 2001 übernahm die Stiftung Haus der Geschichte der Bundesrepublik Deutschland, im April 2009 die Deutsche Kinemathek die Geschäftsführung des Projekts. Inzwischen beteiligen sich 55 Institutionen am Netzwerk.
Das Netzwerk veranstaltet ein Jahrestreffen und bietet daneben andere Formen des fachlichen Austausches, zum Beispiel via Mailingliste.
Geschäftsführer des Netzwerkes ist Peter Paul Kubitz, zugleich Programmdirektor Fernsehen der Deutschen Kinemathek.